# Philonotis sphaerocarpa
Philonotis sphaerocarpa är en bladmossart som beskrevs av Bridel 1827. Philonotis sphaerocarpa ingår i släktet källmossor, och familjen Bartramiaceae. Inga underarter finns listade i Catalogue of Life.